# Route européenne 119
Pour les articles homonymes, voir Route 119.
La route européenne 119 est une route reliant Moscou à Astara (frontière Azerbaïdjan-Iran) via Astrakhan, Bakou et Makhatchkala.
La route passe à Volgograd.

## Pays traversés
Russie
- M4 (route russe) (partagé avec la Route européenne 115) Moscou - Kachira
- R22 (route russe): Kachira - Tambov - Borisoglebsk (Route européenne 38) - Volgograd (début de partage avec la  route européenne 40) - Astrakhan (fin de partage avec la route européenne 40)
- R|215: Astrakhan (route européenne 40) - Khasavyurt - Makhatchkala (route européenne 50)
- R217 (route russe) Makhatchkala (route européenne 50) - Kazmalyarskiy - Samur

 Azerbaijan
- M|1: Samur - Sumgayit - Baku
- Bakı Dairəvi Yolu: Baku
- M|2: Baku (Début de partage avec route européenne 60) - Ələt (route européenne 002, fin de partage avec la route européenne 60)
- M|3: Ələt (route européenne 60 route européenne 002)  - Biləsuvar - Astara

 Iran
- Route 49: Astara